# From the Flame
From the Flame è un singolo del gruppo musicale norvegese Leprous, pubblicato il 16 giugno 2017 come primo estratto dal quinto album in studio Malina.

## Descrizione
Primo singolo in carriera del gruppo, si tratta della loro prima pubblicazione senza il chitarrista Øystein Landsverk, che ha abbandonato i Leprous dopo 13 anni di permanenza. Secondo il gruppo stesso, From the Flame è uno dei loro brani preferiti dell'album ed è caratterizzato da un «ritornello forte e melodie memorabili».

## Video musicale
Il videoclip, diretto da David Solbjorg, è stato pubblicato in concomitanza con  il lancio del singolo attraverso il canale YouTube della Inside Out Music.

## Tracce
1. From the Flame – 3:51

## Formazione
Gruppo
- Einar Solberg – voce, tastiera
- Tor Oddmund Suhrke – chitarra
- Robin Ognedal – chitarra
- Simen Børven – basso
- Baard Kolstad – batteria

Produzione
- David Castillo – produzione, registrazione
- Fredrik Klingwall – produzione tastiera
- Jens Bogren – missaggio
- Tony Lindgren – mastering
- Linus Corneliusson – montaggio